# 30798 Graubünden
(30798) Grisons, denumire internațională (30798) Graubünden, este un asteroid din centura principală de asteroizi.

## Descriere
30798 Graubünden este un asteroid din centura principală de asteroizi. A fost descoperit pe 2 februarie 1989 la Tautenburg de Freimut Börngen. Asteroidul prezintă o orbită caracterizată de o semiaxă mare de 2,70 ua, o excentricitate de 0,13 și o înclinație de 7,8° în raport cu ecliptica.